# 盲深海青眼魚
盲深海青眼魚（学名：Bathytyphlops marionae）为輻鰭魚綱仙女魚目燈眼蜥魚科深海狗母魚屬下的一个种，為深海底棲性魚類，分布於西大西洋美國維吉尼亞州外海至蓋亞那外海、東大西洋非洲熱帶海域，深度0-1920公尺，體長可達38公分，棲息在底層水域，生活習性不明。